# Сергиев, Николай Григорьевич
Никола́й Григо́рьевич Се́ргиев (23 апреля 1901, Вятка — 26 августа 1960, Алма-Ата) — советский учёный-геолог, заслуженный деятель науки и техники Казахской ССР (1954), член-корреспондент АН Казахской ССР (1956).

## Биография
В 1928 году окончил Ленинградский горный институт.
Работал в Центрально-Казахстанской геологосъёмочной партии (участник открытия Коунрадского медного месторождения).
В 1931—1933 годах ассистент, в 1936—1942 доцент кафедры минералогии Ленинградского горного института.
В 1933—1936 старший научный сотрудник в Институте геологических наук АН СССР. В 1936 г. без защиты диссертации по совокупности научных работ присуждена степень кандидата геолого-минералогических наук.
С 1942 по 1947 год — заведующий сектором металлов ИГН АН КазССР. Вёл научно-исследовательскую работу, по итогам которой опубликовал монографию «Эффузивы Центрального Казахстана», она зачтена в 1946 году в качестве докторской диссертации.
В 1947 году присвоено звание профессора.
С 1947 года заведовал кафедрой кристаллографии, минералогии и петрографии Казахского политехнического института.
Скончался 26 августа 1960 года, похоронен на Центральном кладбище Алма-Аты.

## Награды
Награждён орденами Красной Звезды, Трудового Красного Знамени, медалью «За доблестный труд в Великой Отечественной войне».

## Память
В честь него назван минерал никсергиевит (Ba,Ca)2(Al,Si)7O10(CO3)(OH)6⋅nH2O.